# Svenska mästerskapen i friidrott 1998
Svenska mästerskapen i friidrott 1998 var uppdelat enligt nedan. 
| Evenemang   | Datum         | Arena/plats                     | Ort       | Arrangörsklubb(ar)         |
| ----------- | ------------- | ------------------------------- | --------- | -------------------------- |
| Terräng     | 26 april      | Vid Sportcentrum                | Norrtälje | Rånäs 4H                   |
| Maraton     | 7 juni        | Start Lidingövägen Mål Stadion  | Stockholm | Hässelby SK, Spårvägens FK |
| Stafett     | 13 – 14 juni  | Arosvallen                      | Västerås  | Västerås FK                |
| Lag         | 15 juli       | Tingvalla IP                    | Karlstad  | IF Göta                    |
| Stora SM    | 24 – 26 juli  | Stockholm Stadion               | Stockholm | Stockholms FIF             |
| Mångkamp    | 1 – 2 augusti | Studenternas IP                 | Uppsala   | Upsala IF                  |
| Halvmaraton | 12 september  | Start Sveaparken Mål Eyravallen | Örebro    | Almby IK                   |

Tävlingarna utgjorde det 103:e svenska mästerskapet i friidrott.

## Medaljörer, resultat

### Herrar
| Gren                     | Guld                        | Guld                                                                | Guld     | Silver                                  | Silver                                                                 | Silver   | Brons               | Brons                                                            | Brons    |
| 100 meter                | Patrik Lövgren              | Malmö AI                                                            | 10,45    | Torbjörn Eriksson                       | Sundsvalls FI                                                          | 10,46    | Peter Karlsson      | Alingsås IF                                                      | 10,47    |
| 200 meter                | Torbjörn Eriksson           | Sundsvalls FI                                                       | 20,91    | Mikael Ahl                              | Ullevi FK                                                              | 21,14    | Henrik Värendh      | Spårvägens FK                                                    | 21,40    |
| 400 meter                | Jimisola Laursen            | Malmö AI                                                            | 47,34    | Magnus Aare                             | FI Danderyd Athletics                                                  | 47,42    | Johan Lannefors     | Västerås FK                                                      | 47,57    |
| 800 meter                | Rizak Dirshe                | Hälle IF                                                            | 1:50,27  | Fredrik Kjellberg                       | Turebergs FK                                                           | 1:50,94  | Urban Johansson     | Ume FI                                                           | 1:51,22  |
| 1 500 meter              | Patrik Johansson            | Spårvägens FK                                                       | 3:54,90  | Jörgen Zaki                             | Malmö AI                                                               | 3:55,07  | Per Synnerman       | Hammarby IF                                                      | 3:55,56  |
| 5 000 meter              | Kent Claesson               | Skillingaryds FK                                                    | 14:02,66 | Claes Nyberg                            | Mölndals AIK                                                           | 14:06,04 | Joakim Johansson    | Hälle IF                                                         | 14:08,36 |
| 10 000 meter             | Alfred Shemweta             | Flemingsbergs SK                                                    | 28:51,13 | Bjarne Thysell                          | Ärla IF                                                                | 29:14,08 | Mustafa Mohamed     | Hälle IF                                                         | 29:32,20 |
| Halvmaraton              | Alfred Shemweta             | Flemingsbergs FK                                                    | 1:05:53  | Mustafa Mohamed                         | Hälle IF                                                               | 1:06:52  | Idris Ibrahim       | Hässelby SK                                                      | 1:06:58  |
| Maraton                  | Anders Szalkai              | Spårvägens FK                                                       | 2:16:33  | Alfred Shemweta                         | Flemingsbergs SK                                                       | 2:16:54  | Patrick Hallén      | Enhörna IF                                                       | 2:21:25  |
| 4 km terräng             | Claes Nyberg                | Mölndals AIK                                                        | 11:28    | Göran Axelsson                          | Malmö AI                                                               | 11:39    | Simon Gutierrez     | Hässelby SK                                                      | 11:45    |
| 12 km terräng            | Bjarne Thysell              | Ärla IF                                                             | 38:01    | Andreas Carlborg                        | Spårvägens FK                                                          | 38:01    | Patrick Hallén      | Enhörna IF                                                       | 38:04    |
| 4 km terräng lagtävling  | Hälle IF                    | Mustafa Mohamed, Joakim Johansson, Lars Johansson                   | 35:41    | Hässelby SK                             | Simon Gutierrez, Andreas Ahl, Arvid Levinsson                          | 35:42    | Malmö AI            | Göran Axelsson, Carl Brümmer, Rickard Andersson                  | 35:47    |
| 12 km terräng lagtävling | Enhörna IF                  | Patrick Hallén, Mats Johnsson, Lars Hansen                          | 1:55:28  | Hässelby SK                             | Simon Gutierrez, Åke Eriksson, Ulf Olsson                              | 1:55:53  | Brittatorps TK      | Lars Axelsson, Patrik Gustafson, Mikael Andersson                | 1:57:03  |
| 110 meter häck           | Robert Kronberg             | IF Kville                                                           | 13,77    | Henrik Ögren                            | Östersunds GIF                                                         | 14,21    | Henrik Värendh      | Spårvägens FK                                                    | 14,26    |
| 400 meter häck           | Niklas Eriksson             | Malmö AI                                                            | 50,94    | Peter Andersson                         | Täby IS                                                                | 51,56    | Fredrik Wållgren    | Mölndals AIK                                                     | 52,05    |
| 3 000 meter hinder       | Joel Johansson              | Malmö AI                                                            | 8:49,99  | Ahmed Mohamed                           | Hälle IF                                                               | 8:53,32  | Johan Swärdh        | Hammarby IF                                                      | 8:54,20  |
| 4 x 100 meter            | Malmö AI                    | Mathias Sundin, Matias Ghansah, Lars Hedner, Patrik Lövgren         | 40,98    | Huddinge AIS                            | Daniel Bergström, Klas Ringdahl, Magnus Norberg, Lion Martinez         | 41,92    | Turebergs FK        | Per Bergman, Berhane Haile, Ronny Ilvander, Christian Liljequist | 41,99    |
| 4 x 400 meter            | Malmö AI                    | Magnus Hansson, Rikard Rasmusson, Niklas Eriksson, Jimisola Laursen | 3:06,67  | Mölndals AIK                            | Peter Fredriksson, Fredrik Wållgren, Christian Skoog Niklas Wallenlind | 3:12,53  | Västerås FK         | Håkan Setthammar, Per Sandell, Fredrik Sjödén, Johan Lannefors   | 3:14,84  |
| 4 x 800 meter            | Turebergs FK                | Martin Hagberg, Thomas Byrberg, John Laselle, Fredrik Kjellberg     | 7:31,85  | Malmö AI                                | Tobias Andersson, Tobias Martinsson, Joel Johansson, Jörgen Zaki       | 7:31,95  | Hammarby IF         | Stefan Danielsson, Rickard Pell, Fredrik Karlsson, Per Synnerman | 7:34,23  |
| 4 x 1 500 meter          | Malmö AI                    | Carl Brümmer, Göran Axelsson, Joel Johansson, Jörgen Zaki           | 15:46,49 | Hälle IF                                | Mustafa Mohamed, Joakim Johansson, Ahmed Mohamed, Rizak Dirshe         | 15:46,60 | Hammarby IF         | Andreas Phersson, Martin Adamsson, Rickard Pell, Per Synnerman   | 15:47,27 |
| Höjdhopp                 | Stefan Holm                 | Kils AIK                                                            | 2,28     | Staffan Strand                          | Hässelby SK                                                            | 2,26     | Thomas Hansson      | Ullevi FK                                                        | 2,15     |
| Stavhopp                 | Patrik Kristiansson (Klüft) | Örgryte IS                                                          | 5,55     | Patrik (Johansson) Stenlund Peter Widén | KA 2 IF IFK Växjö                                                      | 5,31     |                     |                                                                  |          |
| Längdhopp                | Peter Häggström             | IK Ymer                                                             | 7,85     | Mattias Sunneborn                       | IFK Lidingö                                                            | 7,78     | Linus Malmborg      | Heleneholms IF                                                   | 7,41     |
| Tresteg                  | Pierre Andersson            | IF Kville                                                           | 15,93w   | Lars Hedman                             | Ullevi FK                                                              | 15,90    | Conny Malm          | Ullevi FK                                                        | 15,78    |
| Kula                     | Sören Tallhem               | Spårvägen FK                                                        | 19,01    | Henrik Wennberg                         | Turebergs FK                                                           | 18,73    | Andreas Gustafsson  | IF Hagen                                                         | 18,30    |
| Diskus                   | Kristian Pettersson         | Ullevi FK                                                           | 62,66    | Mattias Borrman                         | Västerås FK                                                            | 60,46    | Christer Hagberg    | SK Bore                                                          | 56,13    |
| Slägga                   | Per Karlsson                | IFK Växjö                                                           | 73,47    | Tomas Sjöström                          | Västerås FK                                                            | 72,62    | Bengt Johansson     | Turebergs FK                                                     | 69,52    |
| Spjut                    | Patrik Bodén                | IF Göta                                                             | 77,75    | Rikard Krook                            | Heleneholms IF                                                         | 70,64    | Daniel Ragnvaldsson | IFK Strömsund                                                    | 70,51    |
| Tiokamp                  | Henrik Dagård               | KA 2 IF                                                             | 7 919    | Michael Hoffer                          | IFK Lidingö                                                            | 7 757    | Robert Wärff        | Heleneholms IF                                                   | 7 673    |
| Lagtävling               | IF Göta                     | -                                                                   | 79       | Spårvägens FK                           | -                                                                      | 75       | Gefle IF            | -                                                                | 62       |

### Damer
| Gren                    | Guld                      | Guld                                                                          | Guld     | Silver                    | Silver                                                                | Silver   | Brons                  | Brons                                                             | Brons    |
| 100 meter               | Jenny Kallur              | Falu IK                                                                       | 11,78    | Annika Amundin            | Ullevi FK                                                             | 11,80    | Camilla Johansson      | IFK Växjö                                                         | 12,01    |
| 200 meter               | Jenny Kallur              | Falu IK                                                                       | 23,76w   | Susanna Johansson         | IF Göta                                                               | 24,24w   | Sofi Hildenborg        | Råby-Rekarne FI                                                   | 24,31w   |
| 400 meter               | Anna Jägre                | Hässelby SK                                                                   | 54,41    | Nadja Petersen            | Huddinge AIS                                                          | 54,62    | Beatrice Dahlgren      | Mölndals AIK                                                      | 55,06    |
| 800 meter               | Malin Ewerlöf             | Spårvägens FK                                                                 | 2:01,77  | Maria Akraka              | Rånäs 4H                                                              | 2:02,30  | Monica Lundgren        | Täby IS                                                           | 2:04,61  |
| 1 500 meter             | Malin Ewerlöf             | Spårvägens FK                                                                 | 4:09,65  | Åsa Hedström              | Hälle IF                                                              | 4:23,95  | Kristin Ahlepil        | Eksjö Södra IK                                                    | 4:24,60  |
| 5 000 meter             | Jessica Carlberg          | Oskarshamns SK                                                                | 16:05,35 | Marie Söderström-Lundberg | Hässelby SK                                                           | 16:10,29 | Jenny Framme           | Hälle IF                                                          | 16:33,73 |
| 10 000 meter            | Marie Söderström-Lundberg | Hässelby SK                                                                   | 33:35,45 | Midde Hamrin              | Hässelby SK                                                           | 34:42,69 | Ann Bettner            | Malmö AI                                                          | 34:54,31 |
| Halvmaraton             | Marie Söderström-Lundberg | Hässelby SK                                                                   | 1:12:50  | Magdalena Thorsell        | Hässelby SK                                                           | 1:15:51  | Linda Ström            | Wedevågs IF                                                       | 1:20:48  |
| Maraton                 | Jennie Åkerberg           | Spårvägens FK                                                                 | 2:39:27  | Marie Söderström-Lundberg | Hässelby SK                                                           | 2:40:50  | Annika Nyberger        | Hässelby SK                                                       | 2:44:38  |
| 4 km terräng            | Maria Akraka              | Rånäs 4H                                                                      | 13:21    | Sara Wedlund              | Hässelby SK                                                           | 13:31    | Linda Ström            | Wedevågs IF                                                       | 13:45    |
| 8 km terräng            | Heléne Willix             | KA 1 IF                                                                       | 28:27    | Marie Söderström-Lundberg | Hässelby SK                                                           | 28:35    | Midde Hamrin           | Hässelby SK                                                       | 29:08    |
| 4 km terräng lagtävling | Rånäs 4H                  | Maria Akraka, Isabell Ahlström, Helena Hafström                               | 41:50    | Hässelby SK               | Sara Wedlund, Magdalena Thorsell, Ulrica Orre                         | 42:06    | Hälle IF               | Jenny Framme, Åsa Hedström, Louise Fredriksson                    | 42:36    |
| 8 km terräng lagtävling | Hässelby SK               | Marie Söderström-Lundberg, Midde Hamrin, Ingmarie Nilsson (Eriksson)          | 1:27:22  | Spårvägens FK             | Susanne Wallner, Jennie Åkerberg, Maria Thomée                        | 1:30:42  | Flemingsbergs SK       | Maria Pettersson, Helena Hansson, Maria Brunzell                  | 1:35:56  |
| 100 meter häck          | Susanna Kallur            | Falu IK                                                                       | 13,55    | Erica Johansson           | Mölndals AIK                                                          | 13,63    | Karin Jönsson          | Malmö AI                                                          | 13,81    |
| 400 meter häck          | Frida Svensson            | Mölndals AIK                                                                  | 57,85    | Lena Melin                | Ullevi FK                                                             | 59,22    | Erica Mårtensson       | IFK Växjö                                                         | 60,14    |
| 4 x 100 meter           | Falu IK                   | Pernilla Allvin, Jenny Kallur, Susanna Kallur, Sara Westman                   | 46,09    | Mölndals AIK              | Sofia Larsson, Erica Johansson, Linda Storkull, Beatrice Dahlgrgen    | 47,09    | Hässelby SK            | Camilla Norell, Anna Jägre, Jessica Larsson, Linda Fernström      | 47,33    |
| 4 x 400 meter           | Täby IS                   | Monica Lundgren, Linda Olsson, Petra Eklund, Katarina Svensson                | 3:39,40  | Hälle IF                  | Louise Fredriksson, Therese Olofsson, Veronica Fransson, Åsa Hedström | 3:46,76  | Gefle IF               | Caroline Carlberg, Karin Funke , Johanna Sellman, Cecilia Hansson | 3:47,48  |
| 4 x 800 meter           | Rånäs 4H                  | Alexandra Lindquist, Therese Ahlepil, Ulrika Johansson (Flodin), Maria Akraka | 8:38,05  | Hälle IF                  | Caroline Hjelm, Louise Fredriksson, Jenny Framme, Åsa Hedström        | 8:59,34  | Malmö AI               | Ann Sjögren, Vanessa de Luca, Malin Kemi, Linda Gröning           | 9:06,44  |
| Höjdhopp                | Kajsa Bergqvist           | Turebergs FK                                                                  | 1,91     | Emelie Färdigh            | IF Göta                                                               | 1,84     | Marie Norrman          | Råby-Rekarne FI                                                   | 1,81     |
| Stavhopp                | Charlotte Karlsson        | Malmö AI                                                                      | 3,71     | Liza Jörnung              | Duvbo IK                                                              | 3,61     | Maria Rendin           | Heleneholms IF                                                    | 3,41     |
| Längdhopp               | Erica Johansson           | Mölndals AIK                                                                  | 6,54     | Camilla Johansson         | IFK Växjö                                                             | 6,45     | Jessica Larsson        | Hässelby SK                                                       | 6,28     |
| Tresteg                 | Johanna Sellman           | Gefle IF                                                                      | 13,38    | Anna Andersson            | Malmö AI                                                              | 12,99w   | Annica Sandström       | Mölndals AIK                                                      | 12,95    |
| Kula                    | Linda-Marie Mårtensson    | Hässelby SK                                                                   | 16,89    | Maria Pettersson          | Heleneholms IF                                                        | 14,52    | Linda Nestorsson       | Ullevi FK                                                         | 14,48    |
| Diskus                  | Anna Söderberg            | Ullevi FK                                                                     | 61,79    | Annika Larsson            | Gefle IF                                                              | 54,50    | Linda-Marie Mårtensson | Hässelby SK                                                       | 51,12    |
| Slägga                  | Cecilia Nilsson           | IK Ymer                                                                       | 57,68    | Anna Söderberg            | Ullevi FK                                                             | 55,14    | Linda-Marie Mårtensson | Hässelby SK                                                       | 50,95    |
| Spjut                   | Lena Åström               | Västerås FK                                                                   | 52,39    | Elisabet (Nagy) Wahlander | Alingsås IF                                                           | 52,29    | Katarina Eklöf         | Gefle IF                                                          | 49,34    |
| Sjukamp                 | Maria Richtnér            | IF Göta                                                                       | 5 536    | Petra Eklund              | Täby IS                                                               | 5 440    | Karin Funke            | Gefle IF                                                          | 5 144    |
| Lagtävling              | IF Göta                   | -                                                                             | 73       | Hässelby SK               | -                                                                     | 65       | Ullevi FK              | -                                                                 | 58,5     |

### Fotnoter
1. ↑  Wiger 2006, s. 30.
2. ↑  Wiger 2006, s. 36.
3. ↑  Wiger 2006, s. 41.
4. ↑  Wiger 2006, s. 45.
5. ↑  Wiger 2006, s. 49.
6. ↑  Wiger 2006, s. 53.
7. ↑  Wiger 2006, s. 57.
8. ↑  Wiger 2006, s. 61.
9. ↑  Wiger 2006, s. 70.
10. ↑  Wiger 2006, s. 75.
11. ↑  Wiger 2006, s. 77.
12. ↑  Wiger 2006, s. 88.
13. ↑  Wiger 2006, s. 81.
14. ↑  Wiger 2006, s. 91.
15. ↑  Wiger 2006, s. 95.
16. ↑  Wiger 2006, s. 99.
17. ↑  Wiger 2006, s. 67.
18. ↑  Wiger 2006, s. 154.
19. ↑  Wiger 2006, s. 160.
20. ↑  Wiger 2006, s. 164.
21. ↑  Wiger 2006, s. 171.
22. ↑  Wiger 2006, s. 103.
23. ↑  Wiger 2006, s. 107.
24. ↑  Wiger 2006, s. 111.
25. ↑  Wiger 2006, s. 115.
26. ↑  Wiger 2006, s. 125.
27. ↑  Wiger 2006, s. 129.
28. ↑  Wiger 2006, s. 133.
29. ↑  Wiger 2006, s. 137.
30. ↑  Wiger 2006, s. 145.
31. ↑  Wiger 2006, s. 173.
32. ↑  Wiger 2006, s. 181.
33. ↑  Wiger 2006, s. 184.
34. ↑  Wiger 2006, s. 187.
35. ↑  Wiger 2006, s. 190.
36. ↑  Wiger 2006, s. 193.
37. ↑  Wiger 2006, s. 196.
38. ↑  Wiger 2006, s. 196.
39. ↑  Wiger 2006, s. 199.
40. ↑  Wiger 2006, s. 199.
41. ↑  Wiger 2006, s. 202.
42. ↑  Wiger 2006, s. 206.
43. ↑  Wiger 2006, s. 204.
44. ↑  Wiger 2006, s. 207.
45. ↑  Wiger 2006, s. 212.
46. ↑  Wiger 2006, s. 214.
47. ↑  Wiger 2006, s. 246.
48. ↑  Wiger 2006, s. 251.
49. ↑  Wiger 2006, s. 255.
50. ↑  Wiger 2006, s. 219.
51. ↑  Wiger 2006, s. 220.
52. ↑  Wiger 2006, s. 222.
53. ↑  Wiger 2006, s. 225.
54. ↑  Wiger 2006, s. 227.
55. ↑  Wiger 2006, s. 230.
56. ↑  Wiger 2006, s. 232.
57. ↑  Wiger 2006, s. 234.
58. ↑  Wiger 2006, s. 239.
59. ↑  Wiger 2006, s. 258.